# 横手市立十文字第二小学校
横手市立十文字第二小学校（よこてしりつ じゅうもんじだいにしょうがっこう）は、秋田県横手市十文字町十五野新田にかつて存在した公立小学校。通称「二小」。
2021年3月31日に閉校し、横手市立十文字小学校へと統合された。閉校後、校舎は改修され2024年10月1日から三重地区交流センターとして開館した。

## 歴史

### 略歴
十文字第二小学校の前身となるのは、明治期に発された学制によって 1877年4月20日に開校した「鼎（かなえ）学校」であり、鼎村新処の民家に設置された。同じ三重地区内には1880年に「十五野学校（十五野新田村）」と「上鍋倉学校（上鍋倉村）」がそれぞれ設立されるが、1883年に両校は統合され、鼎学校富沢分教室となった。同年、鼎学校は校舎狭隘のため鼎村荒田目へ移転。
1887年、鼎学校と富沢分教室を廃し、十文字学校（後の十文字第一小学校）へと統合された。1889年には上鍋倉村・鼎村・十五野新田村が合併し三重村が発足。それと同時に十文字学校より分離し「鼎簡易小学校」として独立、富沢分教室を設置した。
1892年、小学校令改正により「三重尋常小学校」と改称し、校舎を十五野新田増田道東へと移転。富沢分教室は廃止された。1901年には高等科を附設し「三重尋常高等小学校」と改称。ただ、1907年には高等科を廃し「三重尋常小学校」と再改称した。
第二次世界大戦が勃発し、国民学校令が公布された1941年には「三重国民学校」へ、終戦後の学校教育法によって「三重村立三重小学校」へと改称した。1954年10月1日に十文字町・三重村が合併し、改めて十文字町が発足した際に「十文字町立十文字第二小学校」と改称。
1951年2月8日、火災により三重小学校および併置されていた三重中学校校舎が全焼。学校は臨時休校し、2月10日に1年生は役場2階を、2～6年生は十文字第一小学校の体育館を臨時校舎とし、授業を再開した。4月28日には十文字町・三重村の組合立南羽中学校（後の十文字中学校）の校舎が完成し、一小校舎から移って授業を行った。 1952年2月18日に新校舎の第一期工事が竣工、12月31日に完成し、翌年2月18日に完全に新校舎へと引っ越した。
2005年には、旧横手市と平鹿郡5町2村による合併で横手市が発足し、「横手市立十文字第二小学校」と改称。2021年に閉校し、十文字第一小学校・植田小学校・睦合小学校とともに新設の十文字小学校へと統合された。
廃校後、市が策定する「横手市財産経営推進計画」に基づき、空き校舎を多目的施設として利活用されることになり、2023年7月より工事に着工した。施設内には、地域に分散する三重地区交流センター・十文字卓球場・旧十文字体育館（旧十文字文化センター）・十文字西地区交流センター内の健康の駅よこて南部トレーニングセンターが入居し、また民間のテナントとしてよこて市商工会本所・十文字町建設連合組合事務所も移転し、2024年10月1日に新たな三重地区交流センターとして開館した。総事業費は約4億9,000万円。

### 年表
以下、注釈の無い創立から1952年までの項目は『十文字町史（1996年）』より、それ以降は学校公式サイトによるもの。
- 1877年4月20日 - 「鼎学校」として鼎村に開校。
- 1883年 - 十五野学校・上鍋倉学校を統合し、鼎学校富沢分教室とする。鼎学校校舎を鼎村荒田目へ移転。
- 1887年 - 十文字学校へ統合。
- 1889年4月1日 - 三重村が発足、十文字学校から独立し「鼎簡易小学校」となる。富沢分教室を設置。
- 1892年 - 「三重尋常小学校」と改称。校舎を十五野新田増田道東へ移転。富沢分教室を廃止。
- 1901年 - 高等科を併置し「三重尋常高等小学校」と改称。1907年に高等科廃止。
- 1941年4月1日 - 国民学校令により、「三重国民学校」と改称。
- 1947年4月1日 - 学校教育法（現行法）により、「三重村立三重小学校」と改称。
- 1951年2月8日 - 火災により校舎が全焼。
- 1952年
  - 11月11日 - 校歌制定[8]。
  - 12月31日 - 新校舎竣工。
- 1954年10月1日 - 町村合併により「十文字町立十文字第二小学校」と改称。
- 1957年11月8日 - 新校舎（特別教室）竣工。
- 1963年8月26日 - プール竣工。
- 1967年8月21日 - 校庭竣工。
- 1978年
  - 3月10日 - 校旗樹立式挙行。
  - 5月12日 - 緑の農園設置。
- 2005年10月1日 - 市町村合併により「横手市立十文字第二小学校」となる。
- 2021年3月31日 - 閉校[1]。
- 2024年10月1日 - 閉校後の校舎を改修し、三重地区交流センターとして開館[2][3]。

## 校歌
- 作詞：酒井田蒼秋[8]
- 作曲：小野崎晋三[8]

## 校訓
教育目標は「夢をはぐくみ 心豊かで 意欲をもって生きる児童の育成 ～やさしく かしこく あかるく たくましく ～」を掲げていた。他には「目指す学校・児童・教師像」がそれぞれ掲げられていた。

## 通学区域
2014年時点の「横手市立小中学校通学区域に関する規則」によると、以下の通り。
- 十文字町上鍋倉の字東坊田野・字西坊田野・字上掵の一部（国道13号より東側、十文字第一小学区）を除く全域
- 十文字町十五野新田の字十文字下タの一部（国道13号より東側、十文字第一小学区）を除く全域
- 十文字町の字海道下の一部（国道13号より東側、十文字第一小学区）を除く全域
- 十文字町鼎の字石川原（十文字第一小学区）を除く全域

## 周辺
- 秋田県道117号野崎十文字線
- 三重保育所
- 道の駅十文字「まめでらが～」
- 横手市十文字陸上競技場
- 横手市十文字野球場